# Kakuans tio oxherdebilder
Kakuans tio oxherdebilder är en klassisk svit av bilder och texter som skapades av den chanbuddhistiska munken Kakuan som levde på 1100-talet i Kina. Hans bilder finns inte kvar men hans verser och kommentarer finns bevarade. De har illustrerats av många konstnärer under seklernas gång. De numera mest kända illustrationerna har skapats av den japanske träsnittskonstnären Tomikichiro Tokuriki.
Kakuans verser är ett poetiskt sätt att visa människan sökande efter sitt sanna jag eller Upplysningen/Buddhaskapet. De har tolkats till svenska av Bo Ranman och finns utgivna av Fri Press förlag.

## I kulturen
Den fjärde bilden i bildsviten handlar om att fånga oxen. Den gav namn åt Cat Stevens sjätte studioalbum – Catch Bull at Four.